# كارلو بارون
كارلو باروني (من مواليد فيدجيفانو في 1955) هو عازف جيتار كلاسيكي إيطالي وقائد متخصص في ممارسة أداء موسيقى القرن التاسع عشر، وخاصة أعمال الجيتار في القرن التاسع عشر.